# Огњен Прица
Огњен Прица (Илиџа, код Сарајева, 27. новембар 1899 — Загреб, 9. јула 1941) био је професор математике, револуционар и народни херој Југославије.

## Биографија
Рођен је у службеничкој породици, 27. новембра 1899. године, на Илиџи, код Сарајева. Основну школу учио је у Високом и Сарајеву, где је 1918. године завршио и гимназију с одличним успехом. У гимназији је учио немачки, руски, француски и латински језик. Још у то време упознаје се с делима Хегела, Маркса, Енгелса и Бебела и опредељује се за раднички покрет. У седмом разреду гимназије постао је члан Социјалдемократске странке Босне и Херцеговине.
После завршетка гимназије, Огњен се уписује на Филозофски факултет у Загребу. У време стварања Државе Срба, Хрвата и Словенаца, као млади студент, делује на линији левице у социјалдемократском покрету Хрватске. Ради на стварању јединственог југословенског радничког покрета, уједињењу социјалдемократских партија и стварању Комунистичке партије Југославије. Пошто је руководство Социјалдемократске странке Хрватске и Славоније било против тог уједињења, Огњен с још неким представницима загребачких социјалдемократских организација, 27. марта 1919. године, објављује „Манифест опозиције“, позивајући да се иде на Конгрес уједињења због образовања јединствене социјалистичке партије југословенског пролетаријата. Стварањем Социјалистичке радничке партије Југославије, 1919. године, постаје њен члан. Због револуционарне активности, загребачка полиција га протерује на пет година у Сарајево. Уместо у Сарајево, он емигрира у Беч, а одакле одлази у Праг, па у Берлин, и поново у Беч. Тамо наставља да студира математику, физику и филозофију, и да проучава Маркса, Енгелса, Лењина, Плеханова, Кауцког. У Бечу ради и у бироу Балканске комунистичке федерације и сарађује у њеном листу „Балканска федерација“.
Крајем 1923. године, Огњен се враћа у Југославију. У Београду га хапси полиција, после чега је био осуђен на месец дана затвора. Следеће године, после завршетка студија, добио је место суплента у Другој државној гимназији у Сарајеву, где је наредне четири године предавао математику. Истовремено ради на стварању партијских организација, бори се против фракција, сарађује у часопису „Раднички покрет“, и 1928. године постаје члан Покрајинског комитета КПЈ за Босну и Херцеговину. Пошто је те године, као политички неподобан за владајући режим, отпуштен из службе, одлази, по партијској директиви, у Загреб, где живи полулегално и постаје главни уредник „Борбе“, органа КП Југославије.
После завођења Шестојануарске диктатуре 1929. године, „Борба“ је била забрањена, а Огњен ухапшен. После три месеца затвора у Загребу, протеран је у Кореницу, завичајно место његових родитеља, одакле је спроведен у Сарајево, где је седам месеци провео у затвору.
Марта 1930. године изведен је пред Државни суд за заштиту државе у Београду и осуђен на седам година робије и трајан губитак часних права. На робији у сремскомитровачком затвору развија богату марксистичко-педагошку активност међу политичким затвореницима. Сарађује у илегалном робијашком часопису ЗБ (За бољшевизацију) и учи старогрчки, италијански, шпански језик и есперанто, тако да се могао служити скоро свим европским језицима. У затвору је написао студије о Варги и Талхајмеру, превео Лењинова дела „Материјализам и емпирокритицизам“ и „Империјализам као највиши степен капитализма“, затим „Манифест комунистичке партије“, Витфогелову „Историју грађанског друштва“...
После изласка с робије, 1936. године, Огњен је поново интерниран у Кореницу, а затим је добио одобрење да се настани у Загребу, али с ограниченим правом кретања. С Божидаром Аџијом уређивао је часописе: „Знаност и живот“, „Култура“, „Израз“, „Књижевни савременик“ и „Наше новине“. Објавио је, за потребе радника, „Рјечник страних ријечи“ и „Политички рјечник“, затим више анализа и радова о савременој научној и филозофској мисли.
Доста његових радова остало је необјављено, а многи рукописи су изгубљени. После Пете земаљске конференције КПЈ, држао је предавања из дијалектичког материјализма на курсу који је Централни комитет КПЈ образовао за високе партијске руководиоце. Као члан Агитпропа Централног комитета Комунистичке партије Хрватске радио је на партијским идеолошко-политичким пословима до хапшења.
По налогу Мачека и Шубашића, Огњен је, ноћу између 30. и 31. марта 1941, ухапшен заједно с више комунистичких активиста, напредних интелектуалаца и радника, и затворен у затвору на Савској цести. После стварања Независне Државе Хрватске, предат је усташама, које су га пребациле у логор Керестинец и после тромесечног мучења, заједно с групом револуционара, стрељале 9. јула 1941. године, у Максимирској шуми. Приликом стрељања није дозволио да му вежу очи, већ је усташама довикнуо: „Пуцајте, ви сте банда убица!“
Указом Председништва Антифашистичког већа народног ослобођења Југославије (АВНОЈ), 26. јула 1945. године, међу првим борцима Народноослободилачке војске, проглашен је за народног хероја.